# Marius Yo
Marius Yo (マリウス 葉 Mariusu Yō, Heidelberg, Alemanya, 30 de març de 2000) és un antic cantant, actor i locutor de ràdio d'origen alemany amb activitat al Japó. Va ser membre de l'agència Johnny & Associates i del grup Sexy Zone.

## Biografia
Nascut a Heidelberg, de pare alemany i mare japonesa. La seva mare, Akira Yo, fou una artista de la prestigiosa companyia femenina Takarazuka Revue. Des que era petit, ella li va ensenyar a ballar i cantar; estigué molt contenta que el seu fill entrés a formar part de l'agència Johnny’s.
El gener de 2011 aconseguí entrar a Johnny & Associates. Tanmateix, inicialment no visqué al Japó sinó a Alemanya i quan tenia activitats realitzava viatges a llarga distància. Aquesta tònica mantingué fins al mes de juny en què la família decidí establir-se definitivament al Japó per prendre's seriosament les activitats en el món de l'espectacle de Yo. Això no obstant, quan va arribar al Japó pràcticament no parlava japonès i va haver de començar a estudiar-lo.
El 16 de novembre de 2011 debutà amb el grup Sexy Zone; Marius Yo es convertia en el membre de l'agència més jove en debutar; sembla que com una aposta del mateix president Johnny Kitagawa, car podria esdevenir una forma de saltar internacionalment perquè parla alemany, japonès i anglès.
El 2020 va suspendre les seves activitats al grup a causa de problemes de salut. Va començar estudis vinculats amb activitats internacionals i, finalment, va decidir deixar el món de l'espectacle el desembre de 2022, sent la seva darrera aparició prevista la del concert de la nit de cap d'any de Johnny's & Associates.

## Televisió

### Programes de varietats
- Bakujo Gakuen Naseba Naru! (爆笑学園ナセバナ〜ル!, 09/10/2012 – 26/02/2013, TBS)[6]

### Sèries
- Koisuru Ganbarebu (恋するガンバレー部, 2011, Fuji TV) com Marius Yo.[7]
- Kodomo Keisatsu (コドモ警察, 2012, TBS) com Seishiro Aida.[8]
- Kodomo Keishi (コドモ警視, 2013, TBS) com Seishiro Aida (protagonista).[9]

## Pel·lícules
- Kodomo Keisatsu (コドモ警察, 2013) com Seishiro Aida.[10]
- Akumu-chan The Movie (悪夢ちゃん The 夢vie, 2014)[11]